# Тристания
Tristania е норвежка готик метъл група.
Съчетава блек метъл с оперно пеене и хорални партии в духа на средновековието. използват много истински инструменти за песните си като цигулки, контрабаси и орган.
Групата е формирана от Мортен Веланд, Ейнар Моен и Кенет Олсън през 1995 г. Няколко месеца по-късно към тях се присъединяват вокалистката Вибеке Стене и китаристът Андреас Хововик Хидле, а след тях и басистът Руне Остерхус.
На 27 февруари 2007 г. Вибеке Стене напуска групата, за да преподава пеене. На 19 октомври 2007 г. Мариангела Демуртас от Италия е обявена за новия женски вокал. Силният ѝ глас е много различен от този на Вибеке и предвещава големи промени в стила на Tristania.

## Състав
- Остен Бергой – вокали
- Мариангела Демуртас – женски вокал
- Андреас Хововик Хидле – китара
- Руне Остерхус – бас китара
- Ейнар Моен – синтезатор
- Кенет Олсън – барабани
- Свейн Терйе Солванг – китара

## Бивши членове
- Кйетил Ингебретсен – крясъци
- Вибеке Стене – сопрано
- Мортен Веланд – вокали, китара

## Дискография
- Tristania – 1997 – EP
- Widow's Weeds – 1998
- Beyond the Veil – 1999
- World of Glass – 2001
- Ashes – 2005
- Midwintertears – 2005 – (с бонус DVD-диск)
- Illumination – 2006
- Sanguine Sky – 2007 – сингъл
- Illumination – 2007
- Rubicon – 2010
- Darkest White – 2013